# Део урбане целине старе чаршије у Сокобањи у улици Светог Саве од бр. 44 до бр. 48
Део урбане целине старе чаршије у Сокобањи у улици Светог Саве од бр. 44 до бр. 48 је део урбане целине у Сокобањи који представља непокретно културно добро као просторно културно-историјска целина, уписано је под ознаком ПКИЦ 71 у централном регистру 17. децембра 2010. године. У регистар Завода за заштиту споменика културе Ниш је уписано 25. новембра 1986. године под бројем ПКИЦ 6. Решење о проглашењу за НКД је Одлука СО Сокобања број 011-62/83-01 од 14.12.1983. године.

## Историјат
Чаршија у Сокобањи, према историјским изворима, уобличавана је у турском периоду у XVIII веку и током првих деценија XIX века. Смештена је у средишту Сокобање и представљала је пословни део насеља, са трговачким и занатлијским радњама и кафанама.
Стара чаршија у Сокобањи се састоји из четири дела које чине продавнице, занатске радње и угоститељски објекти градске архитектуре с краја XIX, и почетка XX века и представљају изразите представнике градитељства и архитектонског стила свог времена.
Већина објеката из тог периода је временом, осим габарита, изгубила свој првобитни изглед, али је основна амбијентална вредност целина сачувана. Зграде од броја 44 до 48 у улици Светог Саве у Сокобањи су један део те урбане целине старе чаршије.